# Toyohiro Akiyama
Toyohiro Akiyama (Tóquio, 22 de julho de 1942) é um ex-cosmonauta e jornalista da televisão japonesa, tendo sido o primeiro japonês a ir ao espaço.
Em agosto de 1989, Akiyama foi selecionado para o programa espacial soviético, através de um acordo entre o governo soviético e a estação de TV TBS, patrocinadora da missão, para enviar ao espaço um jornalista que fizesse reportagens da órbita terrestre.
Akiyama voou na missão Soyuz TM-11 em dezembro de 1990 e da órbita fez várias matérias ao vivo para os espectadores do canal TBS durante sete dias, narrando o cotidiano de uma missão espacial. Sendo pouco mais do que um passageiro, ele tornou-se o primeiro cidadão do Japão no espaço. O primeiro astronauta profissional seria o piloto militar Mamoru Mohri, dois anos depois.
Após a viagem ele ocupou o cargo de diretor da divisão de notícias do canal TBS, até deixar a empresa em 1995 para trabalhar em negócios privados. É hoje um grande adepto do balonismo.